# Cut up-teknik
Cut up-teknik är en aleatorisk litterär metod där en given text styckas upp (skärs, klipps eller rivs i delar) och sätts ihop igen till en ny text. 
Idén kan spåras tillbaka till åtminstone dadaismens dagar. I ett av sina efterkrigsmanifest från 1920 i Paris skriver Tristan Tzara om hur man gör en dadaistisk dikt: "Tag en tidning. / Tag en sax. / Välj ut en artikel lagom lång för er dikt. / Klipp ut den. / Klipp omsorgsfullt ut varje ord i artikeln. / Lägg alla orden i en påse. / Skaka den försiktigt. / Tag sedan upp urklippen ett efter ett. / Skriv av dem noga precis som de kommer. / Dikten blir lik er själv. / Och nu är ni författare, oändligt originell och förtrollande sensibel men ingenting för vanligt sunt förnuft."
Mot slutet av 1950-talet började den amerikanske beatförfattaren William S. Burroughs använda en liknande teknik vid författandet av ett flertal romaner.